# Khzorasp
Khazorasp (uzbeko: Xazorasp; russo Хазарасп) è una città dell'Uzbekistan. È il capoluogo del distretto di Khazorasp nella regione di Xorazm (Khorezm) e conta 18.877 abitanti (calcolati per il 2010). La città si trova circa 55 km a sud-est di Urgench.
Khazorasp è una delle più antiche città dell'Asia centrale. È stata aggiunta alla lista provvisoria del Patrimonio dell'umanità dell'UNESCO nel gennaio del 2008 nella categoria culturale.